# 巴基斯坦總理府
巴基斯坦總理府是巴基斯坦总理的主要辦事機構，总理府位于巴基斯坦伊斯兰堡红区。 巴基斯坦總理府负责制定总理内阁的政策，召开内阁会议，并监督内阁政策的执行。巴基斯坦總理府由巴基斯坦总理首席秘书負責。